# George Steele
William James Myers (Detroit (Michigan), 16 april 1937 – Cocoa Beach (Florida), 16 februari 2017), beter bekend als George "The Animal" Steele, was een Amerikaans professioneel worstelaar, schrijver en acteur.
Voor Myers worstelaar werd, was hij leraar, na een bachelorgraad te hebben gehaald en daarna een mastergraad, Master of Science. Door zijn uiterlijk speelde hij eerst een monster en later bij de WWF (nu WWE) een zwakbegaafd en vreemd figuur in en om de ring, die standaard bij wedstrijden enkele hoekkussens van de ring kapotbeet en de inhoud door de lucht gooide. Tijdens interviews waren zijn meest gebruikte woorden "Duh-da-dahh" or "YOU! YOU go!", waardoor hij knettergek leek.
Steele lag vaak in de clinch met Macho Man Randy Savage op wiens manager (Elizabeth Hulette) hij verliefd was, in zijn worstelverhaallijn. In werkelijkheid was Myers een intelligente en welbespraakte man, maar koos toch voor het grotere geld in plaats van zijn jaren nog als leraar te slijten. Ook schreef hij in de jaren 1990 een boek "Animal" en speelde in 1994 een rol in de film Ed Wood als worstelaar.

## In worstelen
- Afwerking en kenmerkende bewegingen
  - Full nelson
  - Lifting hammerlock
  - Running splash

## Kampioenschappen en prestaties
- Cauliflower Alley Club
  - Other honoree (2004)

- Georgia Wrestling Alliance
  - GWA Heavyweight Championship (1 keer)

- National Wrestling Alliance
  - NWA World Tag Team Championship (1 keer met Frankie Laine)

- Professional Wrestling Hall of Fame
  - Class of 2005

- World Wrestling Federation
  - WWF Hall of Fame (Class of 1995)
  - Slammy Award
    - Best Performance by an Animal (1987)

- Wrestling Observer Newsletter awards
  - Most Embarrassing Wrestler (1987, 1988)
  - Worst Feud of the Year (1987) vs. Danny Davis
  - Worst Tag Team (1986) met Junkyard Dog

- International Standard Name Identifier: 0000 0001 1455 1936
- Library of Congress Control Number: n2013004916
- Virtual International Authority File: 296626036
- WorldCat: E39PBJq6WBqJqBxBCmCG76QTHC